# Callophilharmostes fleutiauxii
Callophilharmostes fleutiauxii is een keversoort uit de familie Hybosoridae. De wetenschappelijke naam van de soort is voor het eerst geldig gepubliceerd in 1943 door Paulian.